# Weefselkweek (plant)

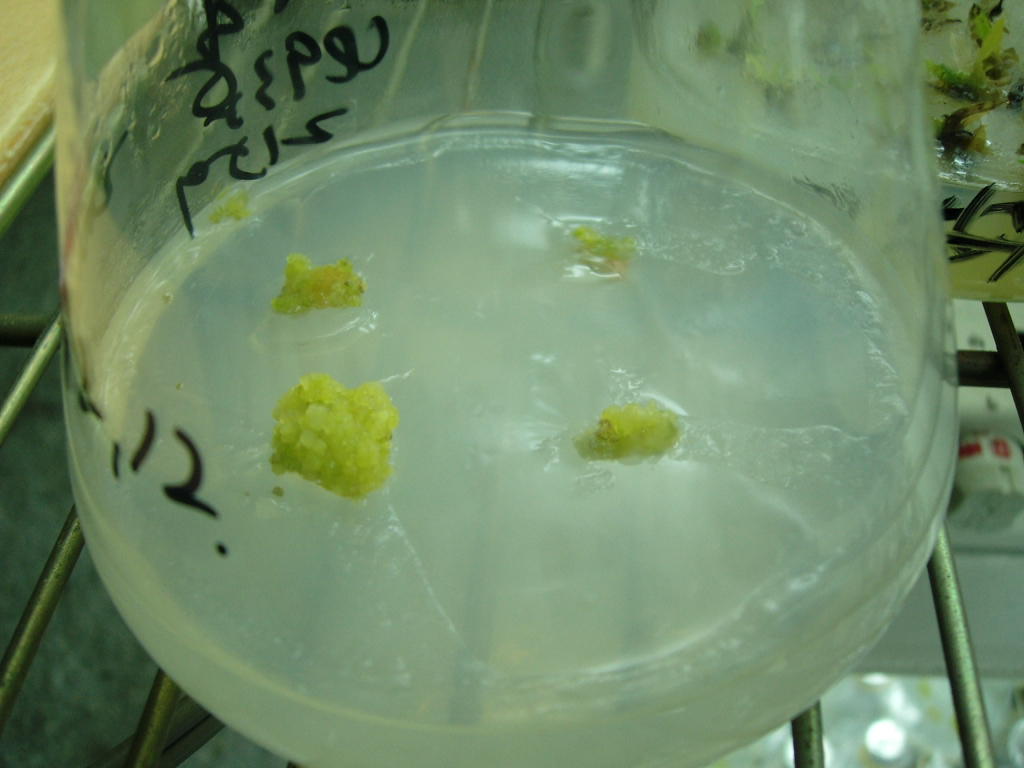
Weefselkweek van wortel

Weefselkweek is een methode om planten te vermeerderen onder steriele condities, die vaak wordt gebruikt om klonen van een plant te produceren.
Weefselkweek is gebaseerd op het feit dat veel plantencellen de mogelijkheid hebben tot een hele plant uit te groeien (pluripotentie). Individuele cellen, cellen zonder celwand (protoplasten), gedeeltes van bladeren of minder vaak wortels kunnen worden gebruikt om nieuwe planten te genereren op voedingsbodems waaraan de vereiste nutriënten en plantenhormonen zijn toegevoegd.

## Mogelijkheden
Weefselkweektechnieken kunnen voordelen hebben ten opzichte van conventionele vermeerderingstechnieken.
Het is mogelijk exacte kopieën van planten, die goede bloemen en vruchten produceren, of andere gewenste eigenschappen bezitten, te maken. De productie van volwassen planten gaat snel,  zaden en bestuivers zijn niet nodig. Uit genetisch gemodificeerde plantencellen hele planten vermeerderd worden. Als bij de productie van de planten gebruikt wordt gemaakt van steriele aarde is er een verminderde kans op het overbrengen van plantenziektes en plaaginsecten. Planten met een moeilijke ontkieming en verdere groei, zoals orchideeën en Nepenthes kunnen gemakkelijker gekweekt worden.
Door middel van weefselkweek kunnen gemakkelijker nieuwe cultivars worden vermeerderd zodat plantproducenten hun assortiment sneller kunnen aanpassen. In de land- en tuinbouw is het mogelijk besmetting met virusinfecties beter te voorkomen.

## Technieken
Moderne weefselkweektechnieken worden uitgevoerd onder aseptische omstandigheden en met gefilterde lucht.. Levend plantenmateriaal van buiten is van nature besmet op de oppervlaktes en soms ook in de weefsels met micro-organismes, waardoor antisepsis van uitgangsmateriaal (explants) met chemische oplossingen een belangrijke eerste stap is. Explants worden daarna gewoonlijk geplaatst op het oppervlak van een vaste voedingsbodem, maar soms ook direct in een vloeibare voedingsbodem geplaatst, vooral wanneer celsuspensieculturen gewenst zijn. Vaste en vloeibare voedingsbodems bestaan over het algemeen uit anorganische zouten en een aantal organische nutriënten, vitamines en plantenhormonen. Vaste voedingsbodems worden bereid van vloeibare voedingsbodems met de toevoeging van een gelvormende stof als agar.

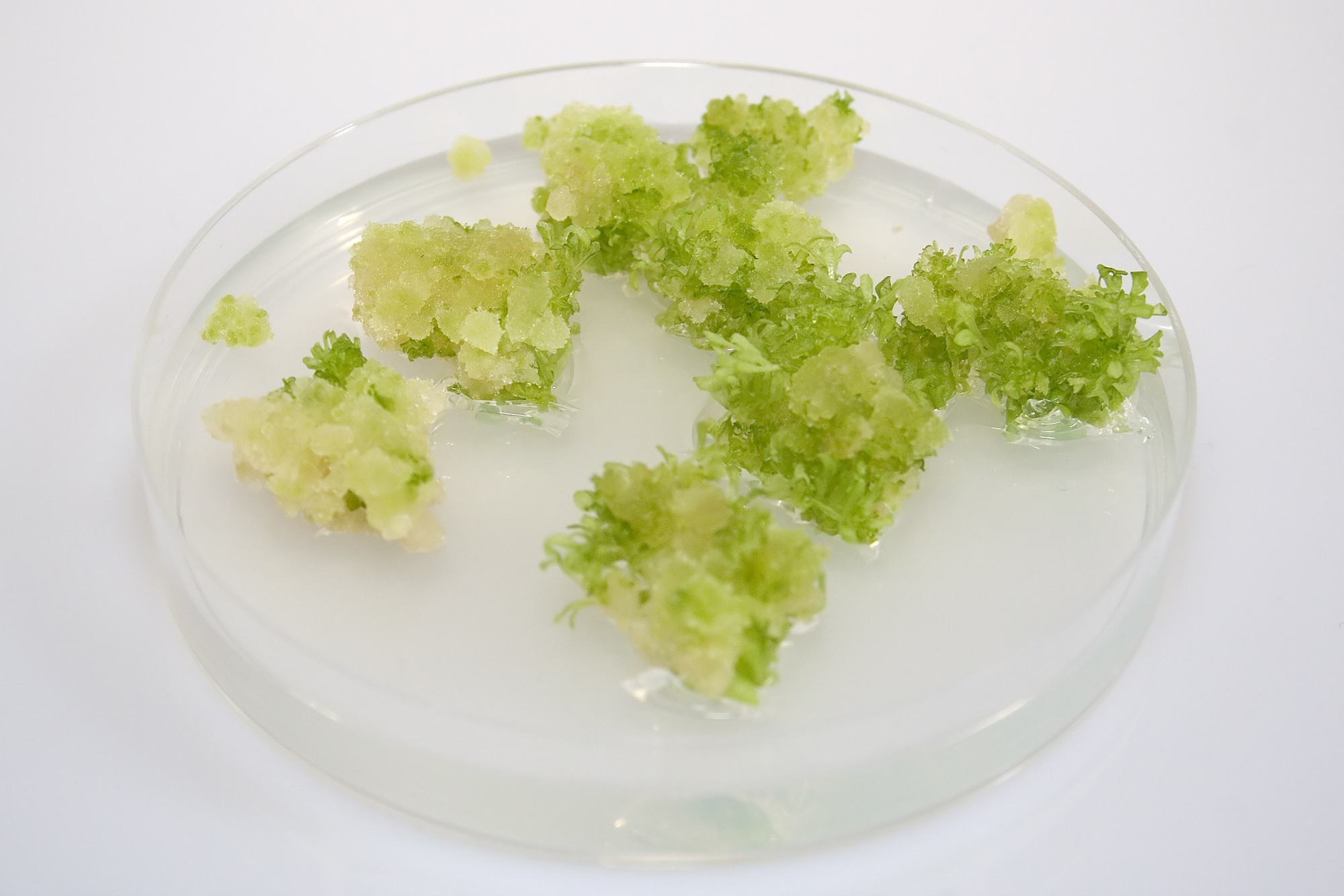
Callus Nicotiana tabacum

De samenstelling van de voedingsbodem, met name plantenhormonen en de stikstofbron (nitraat versus ammoniumzouten of aminozuren hebben diepgaande invloed op de morfologie van weefsels die zich ontwikkelen uit de oorspronkelijke explant. Bijvoorbeeld een overschot aan auxine zal vaak resulteren in een proliferatie van wortels, terwijl een overschot aan cytokinine groeischeuten zal opleveren. Een disbalans tussen auxine en cytokinine zal vaak leiden tot ongeorganiseerde groei van cellen of callus, maar de morfologie van de nieuwe groei zal afhangen van de plantensoort en de samenstelling van de voedingsbodem. De vaardigheid en de ervaring van de uitvoerder zijn belangrijk in de beoordeling welke soorten te vermeerderen en welke soorten uit te sluiten.
Als er nieuwe groeischeuten ontstaan in de weefselkweken, kunnen ze worden afgesneden en worden beworteld met behulp van auxine voor de productie van planten, die als ze volwassen zijn, kunnen worden verplaatst naar potgrond om verder te groeien in broeikassen als normale planten.
Sommige gekweekte weefsels zijn traag in hun groei. Voor hen zijn er twee mogelijkheden: (i) Het optimaliseren van het kweekmedium, (ii) het kweken van gezond en krachtig groeiende weefsels of variëteiten.
Necrose kan gekweekte weefsels bederven. Over het algemeen varieert necrose van weefselkweek in verschillende variëteiten planten. Necrose kan worden beheerd door het kweken van gezonde en krachtig groeiende variëteiten of weefsels.

## Plantkunde
Weefselkweektechnieken worden veel gebruikt in de plantkunde. Ook zijn er een aantal commerciële toepassingen. Een aantal toepassingen zijn:
- Micropropagatie, dat wordt gebruikt voor de productie van grote aantallen identieke planten. Het wordt veel toegepast in de bosbouw en de sierteelt. Ook kan micropropagatie worden gebruikt in de natuurbescherming voor het kweken van bedreigde soorten.
- Snelle vermeerdering, door planten in een klimaatcel onder ideale temperatuur te laten opgroeien kun je sneller dan door middel van stekken of scheuren planten vermeerderen. In weefselkweeklaboratoria, die zich in vele landen bevinden, worden door middel van plantaardige weefselkweek per jaar miljoenen planten geproduceerd en naar allerlei landen verstuurd. Voorbeelden van gewassen die op grote schaal op deze manier worden vermeerderd zijn:

gerbera, lelie, varens, allerlei vaste planten. 
- Een plantenveredelaar kan weefselkweek gebruiken om cellen te screenen op eigenschappen als resistentie tegen herbicides.
- Grootschalige kweek van plantencellen in vloeibare voedingsbodems in bioreactoren als een bron van secundaire producten als recombinant eiwitten met behulp van recombinant-DNA-technieken. Deze eiwitten kunnen onder andere worden gebruikt in de biofarmacie.
- Om ver verwante soorten te kruisen door fusie van protoplasten en de opkweek van de nieuwe hybride.
- Voor de kruisbestuiving van ver verwante soorten en vervolgens de toepassing van weefselkweek omdat het resulterende embryo anders zou afsterven.
- Voor de productie van dihaploïde planten uit haploïde cellijnen om sneller homozygote cellijnen in kweekprogramma's te verkrijgen. Dit gebeurt meestal door behandeling met colchicine, wat verdubbeling van het aantal chromosomen veroorzaakt.
- Als een weefsel voor transformatie, gevolgd door korte rusttijden van genetisch gemodificeerde planten of de opkweek van transgene planten.
- Bepaalde technieken zoals de kweek van topmeristeem kunnen worden uitgevoerd om planten zonder virusbesmettingen te kweken zoals bij aardappels en veel soorten zachtfruit zoals aardbeien en bramen, maar ook bij perkplanten.

## Laboratoria
Hoewel sommige kwekerijen beschikken over eigen laboratoria voor de vermeerdering van planten door middel van weefselkweek, zijn er een aantal onafhankelijke laboratoria die vermeerderingstechnieken aanbieden. De Plant Tissue Culture Information Exchange heeft een lijst van een aantal commerciële laboratoria die weefselkweek toepassen. Omdat weefselkweek een arbeidsintensieve bezigheid is, zijn niet alle planten geschikt om op commerciële basis in een laboratorium te vermeerderen. In de afgelopen jaren is er veel weefselkweek-werk verplaatst naar lage lonen landen, waardoor de planten voor een lagere prijs geproduceerd kunnen worden.